# Windows Phone 8

Microsoft a prezentat Windows Phone 8 pe 29 octombrie 2012 (cu numele de cod Apollo). Este a doua generație a sistemului de operare Windows Phone care înlocuiește Windows Phone 7.
Înlocuiește arhitectura anterioară bazată pe Windows CE cu un kernel bazat pe Windows NT.
Microsoft a confirmat că toate telefoanele care rulează în prezent Windows Phone 8.0 utilizatorii pot face upgrade la Windows Phone 8.1, atunci când se lansează.

## Caracteristici

### Core
Sprijină procesoarele multi-core până la cele cu 64 de nuclee, rezoluțiile de 1280 x 720 (720p) sau 1280 x 768 (WXGA) față de Windows Phone 7 care suporta nativ dar rezoluția de 800 x 480 (WVGA).
Windows Phone 8 este primul sistem de operare mobil de la Microsoft pentru a utiliza Windows NT kernel-ului, care este același nucleu care ruleaza Windows 8. Sistemul de operare se adaugă sistemul de fișiere îmbunătățit, drivere, stive de rețea, componente de securitate, suport mass-media și motor grafic (DirectX). Dispune de tehnologia NFC pentru etichete și plăți, precum și un suport pentru carduri SD dincolo de expansiune inițială brut.

### Web
Internet Explorer 10 în Windows Phone 8 are același motor care se găsește în IE pentru Windows 8. 
Cele mai multe dintre îmbunătățirile sunt eficiență mai mare, timpul de randare mai rapid, accelerare grafică hardware și suport pentru HTML5 mai bun ca Internet Explorer 9. Susține filtrarea linkurilor spam (SmartScreen), "find on page", Do Not Track și partajarea prin NFC. 
Microsoft inclus o caracteristică pentru IE 10 care reduce utilizarea datelor - folosind un serviciu de proxy bazat pe cloud pentru limitarea datelor utilizate și pentru comprimarea traficului web.

### Kids Corner
Permite gestionarea aplicațiilor și jocurilor de către părinți când copii utilizează dispozitivul.

### Rooms
Rooms este o caracteristică adăugată în mod special pentru grupul de mesaje și comunicare. Rooms note personale pot fi partajate între colegii de serviciu sau membri ai familiei. Utilizatorii de Rooms au calendare private, chat de grup, note, fotografii sau videoclipuri, iar caracteristica este numai prin invitație.

### Integrarea Skype și VoIP
Windows Phone 8 permite integrarea Skype în sistemul de operare al telefonului, în plus față de orice alte aplicații părți terțe VOIP. Dezvoltatorii au game noi de API-uri care le permit să "plug in", pentru a Windows Phone 8 VoIP menținând în același timp aplicarea sistemului și stabilitatea sistemului.

### NFC și Wallet
Wallet combină două funcții populare sprijin pentru tranzacții în plus față de un manager de cont pentru cardurile de credit, reclamele (pliantele) și a altor date cu caracter personal.
Cu integrarea Near Field Communication (NFC) care permite funcționalitatea de plată pe telefon, utilizatorii pot face plata pentru bunuri și servicii cu telefoanele lor prin atingerea telefoanelor în cititoarele de carduri de NFC.

## Cerințe minime hardware
Microsoft a publicat cerințele hardware minime pentru telefoanele care rulează Windows Phone 8. Lista include:
- Processor Qualcomm Snapdragon S4 dual-core
- RAM minim de 512MB RAM pentru telefoanele cu rezoluția WVGA; RAM minim de 1GB pentru telefoanele cu rezoluția 720p / WXGA
- Memorie flash minimă 4GB
- GPS și A-GNSS; GLONASS este suportată dacă producătorii de echipament original decide să-l includă
- Suport pentru micro-USB 2.0
- Mufă audio de 3.5mm stereo cu suport de detectare cu trei butoane
- Camera AF pe spate cu LED-uri sau flash cu Xenon, opțional cameră foto față (ambele trebuie să fie cel puțin VGA) și butonul dedicat camerei foto
- Accelerometru, senzori de proximitate și de lumină ambientală, și vibrații cu motor (magnetometrul și giroscopul sunt opționale)
- 802.11 b/g și Bluetooth (802.11n este opțional)
- Grafică DirectX cu suport hardware pentru accelerare hardware Direct3D folosind GPU-ul programabil
- Ecran tactil capacitiv Multi-touch cu minim patru puncte simultane

O altă cerință este ca toate dispozitivele cu Windows Phone 8 să includă setul standard de butoane: Start, înapoi, căutare, pornire/oprire, aparat de fotografiat și de tastele volum sus / jos. 